# Koichi Fukuda
Koichi Fukuda (ur. w 1975 w Osace) – japoński muzyk. Były członek amerykańskiej industrial metalowej grupy Static-X.
Uczestniczył przy nagrywaniu pierwszego albumu grupy, Wisconsin Death Trip, opuścił jednak zespół przed rozpoczęciem nagrywania materiału do albumu Machine, podając za powód zbyt intensywne koncertowanie zespołu. Dołączył ponownie do grupy Static-X po zwolnieniu ówczesnego gitarzysty, Trippa Eisena, pod koniec nagrywania albumu Start a War (2005), miał również udział przy tworzeniu ostatniego najnowszego albumu grupy, Cannibal.
Podczas nieobecności w zespole Static-X, założył kolejny, wykonujący mniej agresywną muzykę zespół o nazwie Revolve. Zespół odniósł lokalny sukces, zagrał kilka koncertów w okolicach Los Angeles. Grupa wydała kilka dem dostępnych do pobrania na oficjalnej stronie zespołu, wydała także jedno EP zawierające kilka zmodyfikowanych kawałków znanych z dem jak również nowe utwory.
Od 2008 roku endorser instrumentów firmy Fernandes. W przeszłości używał gitar Ibanez RG z przystawkami Seymour Duncan Distortion oraz Custom przy mostku, przy gryfie Cool Rails oraz odwróconą główką (model RGR gdzie ostatnia litera "R" oznacza "Reverse"), wzmacniacze również pochodziły od Ibaneza. W późniejszym okresie używał gitar ESP, szczególnie często modelu M-1000.
Od 2015 roku członek australijskiej formacji Bellusira.